# Si j'avais su (série télévisée)
Si j'avais su (Si lo hubiera sabido / Şimdiki Aklım Olsaydı) est une série télévisée en huit épisodes d'environ 34 minutes créée par Ece Yörenç, développée par Irma Correa, et mise en ligne le 28 octobre 2022 sur Netflix.
Son actrice principale est Megan Montaner. La série se déroule à Séville, certaines scènes étant tournées à Paris.

## Historique
À l'origine, cette série est pensée pour être émise en Turquie, pays d'origine de son auteur Ece Yörenç, mais après la plainte des autorités turques sur la présence des deux personnages homosexuels, Netflix décide de déplacer la production en Espagne.

## Synopsis
Emma est une jeune femme de 30 ans déçue par son mariage et sa vie. Elle se dit que, « si elle avait su », elle aurait fait les choses différemment.
Quelques jours plus tard, une éclipse lunaire a lieu. Ce phénomène la fait remonter le temps, dix ans en arrière, alors qu'elle est étudiante, célibataire et vit chez ses parents.

## Distribution
- Megan Montaner : Emma Castillanos
- Miquel Fernández (es) : Fernando « Nando » Mejía
- Michel Noher (es) : Rubén Mayer
- Salva Reina : Alfredo Fernández
- Jael Pascual : Isabel « Isa » Jiménez
- Eduardo Lloveras : Demetrio « Deme » Olivar Márquez
- Boré Buika (es) : Andrés
- Mirela Balić : son propre rôle

## Épisodes
1. Lune de sang (Luna de sangre)
2. Retour à Paris (Regreso a París)
3. La Nuit de l'inconnu (Extraños en la noche)
4. Connect Moon
5. Nando vs Rubén
6. Joyeux anniversaire, Emma (Feliz cumpleaños, Emma)
7. Où est Rubén ? (¿Dónde está Rubén?)
8. Retour vers le futur (Regreso al futuro)